# Kendō-Europameisterschaft 2013
Die 25. Kendō-Europameisterschaft fand vom 12. bis 14. April 2013 in Berlin statt.

## Wettbewerbe
| Event             | Gold                       | Silber                         | Bronze                                                       |
| ----------------- | -------------------------- | ------------------------------ | ------------------------------------------------------------ |
| Frauen Einzel     | Safiyah Fadai Deutschland  | Sayo Van Der Woude Niederlande | Ana Momcilovic Serbien Marina Böviz Ungarn                   |
| Frauen Mannschaft | Deutschland                | Frankreich                     | Niederlande Ungarn                                           |
| Männer Einzel     | Giuseppe Giannetto Italien | Koichi Nakabayashi Frankreich  | Sándor Dubi Ungarn Andrew M.G. Fisher Vereinigtes Königreich |
| Männer Mannschaft | Frankreich                 | Belgien                        | Ungarn Spanien                                               |

### Medaillenspiegel
| Platz | Land                   | Gold | Silber | Bronze | Gesamt |
| ----- | ---------------------- | ---- | ------ | ------ | ------ |
| 1     | Deutschland            | 2    | 0      | 0      | 2      |
| 2     | Frankreich             | 1    | 2      | 0      | 3      |
| 3     | Italien                | 1    | 0      | 0      | 1      |
| 4     | Niederlande            | 0    | 1      | 1      | 2      |
| 5     | Belgien                | 0    | 1      | 0      | 1      |
| 6     | Ungarn                 | 0    | 0      | 4      | 4      |
| 7     | Vereinigtes Königreich | 0    | 0      | 1      | 1      |
| 7     | Serbien                | 0    | 0      | 1      | 1      |
| 7     | Spanien                | 0    | 0      | 1      | 1      |

## Teilnehmer
28 Länder nahmen an der Europameisterschaft teil:
Österreich, Belgien, Tschechien, Dänemark, Finnland, Frankreich, Georgien, Deutschland, Großbritannien, Griechenland, Ungarn, Irland, Italien, Litauen, Lettland, Malta, Montenegro, Niederlande, Norwegen, Polen, Rumänien, Russland, Serbien, Spanien, Schweden, Schweiz, Türkei, Ukraine